# Pheles heliconides
Pheles heliconides är en fjärilsart som beskrevs av Herrich-Schäffer 1853. Pheles heliconides ingår i släktet Pheles och familjen Riodinidae. Inga underarter finns listade i Catalogue of Life.